# القوز (محافظة القنفذة)
مركز القوز هو مركز تابع لمحافظة القنفذة التابعة لمنطقة مكة المكرمة، تقع على ساحل البحر الأحمر وعلى ضفة وادي يبه.

## الموقع
يقع مركز القوز جنوب محافظة القنفذة  وهو اكبر مركز في محافظة من حيث عدد السكان وعدد سكانه اكبر من عدد سكان مدينة القنفذة مركز المحافظة ويبعد 350 كم جنوب مدينة مكة المكرمة ورئيس المركز هو الأستاذ محمد بن عبد الرحمن زامل. ويبلغ امتداد مركز القوز من الشرق إلى الغرب حوالي (30) كيلا ومن الشمال إلى الجنوب حوالي(50) كيلا، أي أن المساحة التقريبية للمركز هي: 1500 كم 2.بينما تبلغ مساحة مدينة القوز ستة كم طولاً وثلاثة كم عرضا أي ما يقارب الـ18 كم.
- تتبع مركز القوز عدد من القرى أهمها: القوز وهي عاصمة المركز، السمرة والقحمان والسادة وعنيكر والمساعرة والمحاميد وبني سحار والسمرة والجميعات والكدسة والمواجدة والجرد والحبيل والمحاسنة وابن واضح ومشرف وثلاثاء يبه.

## سبب التسمية
القوز مدينة تهامية قديمة والقوز في اللغة ما علا من الأرض، وتجمع على أقواز، وهو المرتفع الرملي عن مستوى الأرض وقد أسهم في تكوين هذه الأقواز الكثبان الرملية التي تهب من المناطق الجنوبية، فتتشكل على هيئة مرتفع رملي ومن هنا قامت مدينة القوز على أحد المرتفعات الرملية. لذلك يعشق هواة الطيران الشراعي تلك الكثبان العالية لممارسة هوايتهم.

## وادي يبه
ووادي يبه من أكبر أودية تهامة ويأخذ أعلى مساقط مياهه من شعوف جبال النماص بلاد بني شهر من الناحية الجنوبية ثم شعوف بلاد بلقرن من الوسط وهذا الوادي كثير الغابات المتنوعة والأشجار وتعد الزراعة المصدر الرئيس لحياة سكان مركز القوز قديماً، وهي زراعة تعتمد على الأمطاروالسيول في الأراضي الزراعية الطينية الخصبة بوادي يبة، أوفي الأراضي السهلية الرملية، ويتم إنتاج الحبوب:كالذرة، والدخن والسمسم والبطيخ والشمام والنباتات العطرية: كالريحان والكادي والشذاب والبرك، كما أن هناك مزارع تتميز بوفرة المياه وخصوبة الأرض في سهول القوز.

## السكان
حسب إحصائية السكان لعام  2023م بلغ عدد سكان القوز حوالي 76221 نسمة.

## التعليم في القوز
كانت الكتاتيب في القوز منتشرة ككتاب الشيخ حسن بن خلف اليبهي، ولقد ذُكرت له ترجمة في كتاب عقود الدرر لابن عُكاشة الضمدي، وكان في قرية النوارية وكتاب الشيخ علي بن قناعي الفقيه وأخيه عبد الله في ساحل يبة وكتاب الشيخ إدريس بن حسن الفقيه عام 1360 ه بالقوز وكانت هذه الكتاتيب تدرس الناس الكتابة والقرآن.
وبعد إن دخلت القوز في كنف الدولة السعودية الحديثة وتحت لواء موحدها جلالة الملك عبد العزيز بن عبد الرحمن الفيصل آل سعود - ي - بدخول مدينة القنفذة في عام 1343 ه.
تعد المدرسة العزيزية أول مدرسة بالقوز والتي تأسست أواخر عام 1370 ه وفي عام 1390 ه أفتحت متوسطة القوز وكانت ملحقة بالمدرسة الابتدائية (العزيزية) حتى استقلت بمبنى خاص في العام 1392 ه والحق بالمتوسطة في عام 1400 ه ثانوية القوز ثم توالت المدارس في القرى والهجر التابعة للمركز فأصبح لاتخلو قرية من مدرسة وأخيراً أفتتح مركز الإشراف التربوي بالقوز والذي يقوم بمهام الإشراف والمتابعة على سير العمل في هذه المدارس.

## النشاط التجاري في القوز
يوجد بمدينة القوز سوق أسبوعي يعتبر واحدا من أشهر الأسواق الشعبية في المملكة وكان يعقد كل يوم اثنين، ثم أصبح يعقد كل يوم خميس فسمي سوق الخميس بمدينة القوز- وهو سوق قديم، أصبح أكبر سوق أسبوعي في جنوب غرب المملكة، كونه يوافق يوم الخميس ويؤمه القاصدون من المنطقة الغربية والجنوبية لتبادل مختلف المنتجات المتداولة في المملكة. كما يوجد سوق (ثلاثاء يبه) الأسبوعي، وهو يوافق يوم الثلاثاء كما هو اسمه. ومركز القوز هو المركز الوحيد الذي يضم سوقين أسبوعيين. أما الحركة التجارية الدائمة فانها تعتمد على وجود مراكز تجارية متعددة لكافة الأنشطة التجارية.
وتمتاز ببيع الأغنام والجفار لأصحاب محلات المندي.

## قلعة القشلة
وهي قلعة عثمانية، كانت بقاياها موجودة إلى أواخر السبعينيات الهجرية، ثم زالت البقايا لاستغلال البعض لحجارتها في المباني، ويذكر كبار السن، أنها كانت مبنى ذا جمال معماري، كما هو البناء التركي.

## وصلات خارجية
- موقع إمارة منطقة مكة المكرمة